# КИЙ-14102
КИЙ-14102 — український універсально-просапний трактор, з повним приводом і великою кабіною, створений ТОВ «Укравтозапчастина» на базі трактора МТЗ-82.2.26.

## Історія
6 квітня 2002 року фахівці компанії ТОВ «Укравтозапчастина» приступили до реконструкції виробничих приміщень заводу «Ленінська кузня».
5 вересня 2002 року з конвеєра тракторного заводу зійшов перший трактор МТЗ-80, налагоджено випуск тракторів модельного ряду МТЗ-80/82 по ліцензії ВО «Мінський тракторний завод».
У 2006 році був представлений новий вітчизняний трактор КИЙ-14102 тягового класу 1,4 із двигуном Д-245 потужністю 105 кінських сил, вантажопідйомність навісної системи — 3200 кг. Це універсально-просапний трактор, зовні облицьований пластиком.
22-23 липня 2010 року відбулася міжнародна виставка «День Поля-2010» представлений удосконалений КИЙ-14102 з двигуном Д-245, 105 к.с., модифікованим сидінням, противагами передніми, противагами задніх коліс, новим щитком приладів, тонованим склом і кондиціонером.
7-10 липня 2017 року на виставці «Агро-2017» дебютував оновлений трактор КИЙ-14102. Трактор отримав інший дизайн передньої частини. Збільшені отвори решітки радіатора мінімізують можливість перегріву двигуна. Двигун турбований Д-245-174 потужністю 105 к.с. Фари перемістилися у верхню частину. Коробка передач — 18-ступінчаста, з можливістю установки гідропоніжающего редуктора, який збільшує число передач в два рази.

## Модифікації
- КИЙ-14102 — базова модель з повним приводом і турбодизелем Д-245 потужністю 105 к.с.[1]
- КИЙ-14800 — модифікація з заднім приводом і дизелем Д-243 потужністю 81 к.с.
- КИЙ-14820 — модифікація з повним приводом і дизелем Д-243 потужністю 81 к.с.[2]
- КИЙ-14920 — модифікація з повним приводом і турбодизелем Deutz потужністю 98 к.с.[3]